# Pontificio seminario regionale minore di Basilicata

## Storia
Precedentemente al 1925, a Potenza e in Basilicata v'era un numero poco elevato di seminari e così nell'aprile del 1925, durante il concilio salernitano-lucano i vescovi della Basilicata decisero di chiedere udienza a Papa Pio XI. Il pontefice decise di istituire un nuovo seminario dipendente direttamente con la Santa Sede, rendendolo l'unico seminario regionale con la qualifica di "minore" in Italia. Il 17 ottobre 1925 veniva posata la prima pietra dell'edificio, in presenza dell'Arcivescovo di Acerenza e Matera e di altri vescovi lucani. I lavori terminarono nel 1927 e nel novembre dello stesso anno accolse i primi trenta seminaristi. Il seminario venne dedicato a Papa Pio XI. Il 19 novembre del 1928 il numero degli alunni crebbe a 130. La chiesa adiacente al seminario venne consacrata dal vescovo di Potenza Augusto Bertazzoni il 3 giugno 1932. Fra il 1959 e il 1962 l'edificio venne ampliato con nuovi locali. Il 1º luglio 1968 è passato alla gestione diretta della Santa Sede.